# 그레이터런던

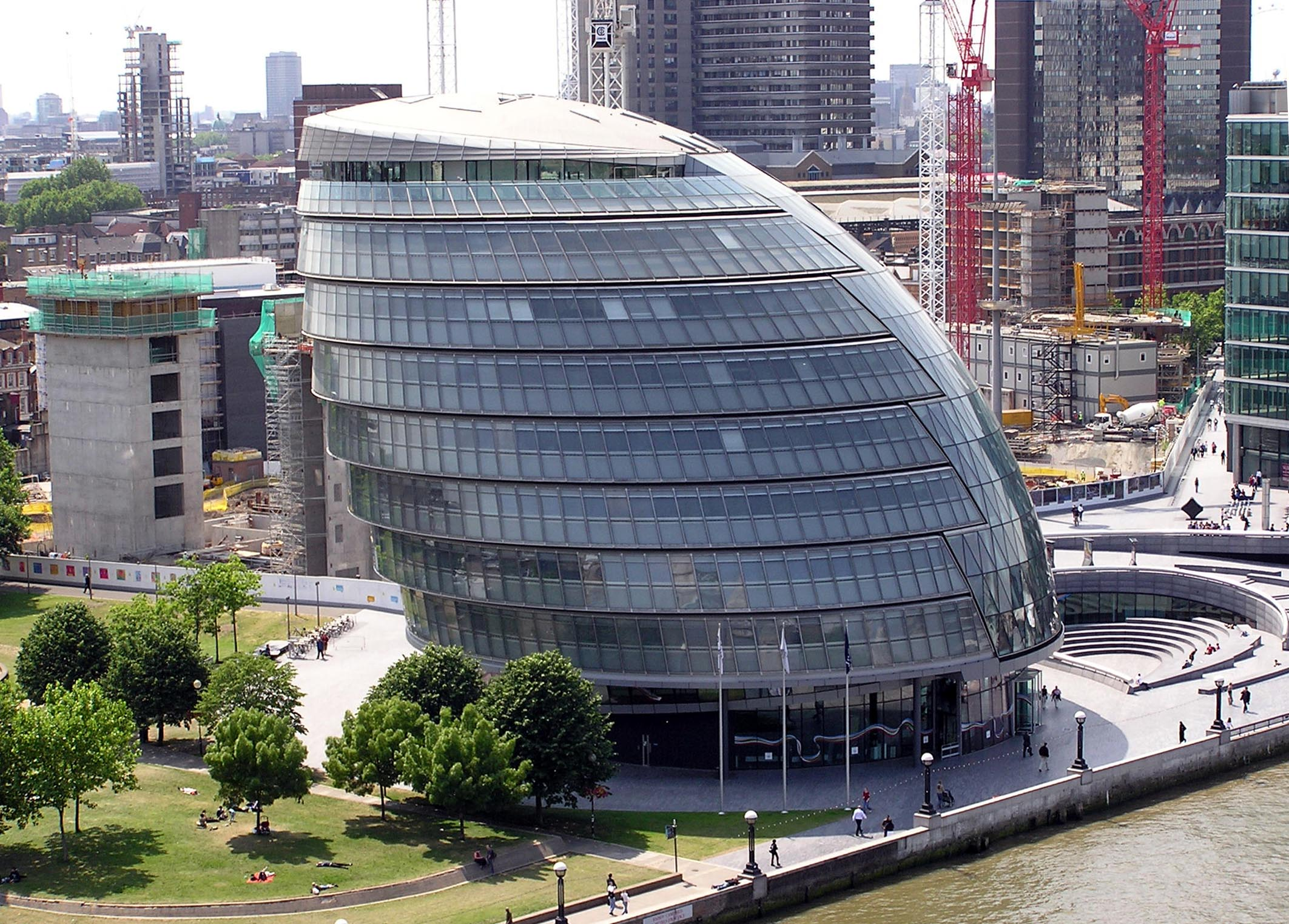
그레이터런던 당국은 런던 시청에 소재하고 있다.

대런던(大倫敦) 또는 그레이터런던(Greater London)은 런던을 포함하는 잉글랜드의 최상위 행정 구역으로 면적은 1,572km2, 인구는 8,546,761명(2014년 기준), 인구 밀도는 5,437명/km2이다. 이 행정 구역은 공식적으로 1965년에 런던주를 개편하면서 만들어졌고 시티오브런던(City of London)과 32개의 런던 자치구(London boroughs)를 포함한다. 또한, 잉글랜드의 런던 지역과 런던 유럽 의회 지역구를 형성하고 있다. 런던 시청은 서더크에 위치한다.
영국에서 오랫동안 가장 높은 1인당 국내 총생산(GDP)을 기록한 지역이다. 이스트 오브 잉글랜드의 에식스주와 하트퍼드셔주 그리고 사우스 이스트 잉글랜드의 버킹엄셔주, 버크셔주, 서리주 그리고 켄트주 등과 경계를 이루고 있다.
그레이터런던에서 가장 높은 지점은 노스 다운즈(North Downs)에 있는 웨스터햄 헤이츠(Westerham Heights)이며, 켄트주와의 경계지점에서 804 ft(245 m)이다. 그레이터런던이란 명칭은 1965년 이전의 다양한 의견을 수렴하여 지어졌다.

## 행정상의 지위
그레이터런던은 영국에서 적용되는 적절한 의미의 시(市)가 아니다. 덧붙여, 런던 특별구의 하나인 시티 오브 웨스트민스터는 시티오브런던과 마찬가지로 이미 하나의 시(市)로 이례적인 행정구역 지위를 지녔다.
그럼에도 불구하고, 그레이터런던은 일반적으로 지방 자치단체의 의미로 하나의 시로서 간주된다. 그레이터런던의 주지사는 1997년 법령을 이행하기 위해 시티오브런던을 제외한 이 지역을 주(영어: county)로 지정하였다.
통상적으로 런던은 그레이터런던 또는 도시 권역 전체를 지칭하는 뜻으로 쓰이지만 흔치는 않지만 예전의 작은 도시였던 시티오브런던을 지칭하기도 한다.

## 특별 자치구
그레이터런던은 총 32개의 자치구로 분할된다. 각 자치구마다 런던 자치구의회가 설치되어 있으며, 런던 의회의 산하 기구로 속해 있다. 단 시티오브런던의 경우 그레이터런던 당국의 관할 하에 들어가 있는 것은 맞지만, 12세기부터 자체 지방행정부를 두고 있기에 그레이터런던 군과는 별개의 군으로 취급된다. 32개 자치구 중에서 3개 구는 일종의 명예행정지위인 '왕립구' (Royal Borough)라고 칭하는데 켄징턴 첼시 왕립구, 킹스턴어폰템스 왕립구, 그리니치 왕립구가 여기에 속한다.

## 자매도시
그레이터런던은 아래와 같이 자매도시 관계를 맺고 있다.
| 도시                  | 날짜 |
| --------------------- | ---- |
| 중화인민공화국 베이징 | 2006 |
| 프랑스 파리시         |      |
| 독일 베를린           | 2000 |
| 러시아 모스크바       |      |
| 미국 뉴욕시           | 2001 |
| 일본 도쿄             | 2005 |

## 같이 보기
- 센트럴런던
- 이너런던
- 아우터런던
- 런던 자치구
- 그레이터런던 도시권
- 런던 시장
- 시티오브런던
- 런던주
- 세계도시
- 메가시티
- 메트로폴리스